# Chtilà Cola
Chtilà Cola is een lokaal Frans colamerk dat wordt geproduceerd in het Noord-Franse Hénin-Beaumont. Oprichter Jean-Claude Delforge kreeg in juni 2003 de inspiratie voor het oprichten van het merk, nadat hij op televisie een reportage zag over de productie van het Bretonse merk Breizh Cola door Brasserie de Phare Ouest.
Samen met Mickaël Petinaccobra introduceerde hij vervolgens Chtilà Cola op 16 maart 2004 met als doel défendre l’esprit région, sa langue et sa culture: het verdedigen van de lokale geest, taal en cultuur van het Franse Noorderdepartement. De naam chtilà staat voor celui-là, oftewel "zij daar". De eerste 7500 glazen flessen waren voorzien van etiketten met daarop enkele taaloefeningen in het lokale dialect ch'timi. Chtilà Cola is bedoeld als een minder agressieve cola. Men wilde eerder de smaak bereiken van de bekende colasnoepjes dan de smaak van de bekendere colamerken.